# Paolo Federico Bianchi
Paolo Federico Bianchi († im 18. Jahrhundert) war ein Mailänder Architekt.
1745 bis 1747 entstand nach seinen Plänen unter Aufsicht des Bregenzer Baumeisters Johannes Rueff der Klosterplatz des Klosters Einsiedeln in der heutigen Form.
Er war Verfasser des wichtigen Werkes Raccolta d’ornati di architettura.

## Schriften
- Instituzione pratica dell’ architettura civile per la decorzione de’ pubblici, e privati edificj preceduta da un articolo di geometria in pratica ad uso delli disegnatori, ed artefici, 1766 (ETH-Bibliothek)
- Raccolta d’ornati di architettura ad uso delli disegnatori, ed artefici, 1766